# Pseudanthias pleurotaenia
Pseudanthias pleurotaenia is een straalvinnige vis behorend tot het geslacht Pseudanthias. De vis komt voor in de Grote Oceaan en kan een lengte bereiken van 20 cm.